# Tresenda
Tresenda è una frazione del comune di Teglio ubicata sul fondovalle della Valtellina ad un'altitudine di circa 400 metri s.l.m. L'abitato si snoda per circa un chilometro lungo la Strada statale 38 dello Stelvio ed è coronato a nord dai tipici terrazzamenti coltivati a vite. Nella zona lungo l'Adda sono invece presenti diverse attività industriali. L'importanza di questa località è dovuta al fatto di essere un importante nodo stradale, in quanto da qui si diparte la Strada statale 39 del Passo di Aprica che collega la Valtellina con la Val Camonica.
La frazione è sede di parrocchia nella chiesa di san Michele.
In anni recenti in questa località si sono verificate alcune calamità naturali: il 22 maggio 1983 una frana causò 18 morti, un'altra frana il 26 novembre 2002 provocò ingenti danni.